# جيف داروين
جيف داروين (بالإنجليزية: Jeff Darwin)‏ هو لاعب كرة قاعدة أمريكي، ولد في 6 يوليو 1969 في شيرمان في الولايات المتحدة.